# Мединіно
Меди́ніно (рос. Медынино) — присілок у складі Топкинського округу Кемеровської області, Росія.

## Населення
Населення — 165 осіб (2010; 206 у 2002).
Національний склад (станом на 2002 рік):
- росіяни — 98 %